# Big Sky Conference (pallavolo)
La Big Sky Conference è una delle 32 conference di pallavolo femminile affiliate alla NCAA Division I, la squadra vincitrice accede di diritto al torneo NCAA.

## Storia
La Big Sky Conference inizia a sponsorizzare la pallavolo femminile nel 1988, quando assorbe al proprio interno la Mountain West Athletic Conference, nei confronti della quale si pone in continuità storica.

## Membri

| Squadra            | Sede       | Stato      | Fondazione | Soprannome  | Affiliazione |
| ------------------ | ---------- | ---------- | ---------- | ----------- | ------------ |
| CSU Sacramento     | Sacramento | California | 1976       | Hornets     | 1996         |
| Eastern Washington | Cheney     | Washington | 1982       | Eagles      | 1982         |
| Idaho              | Moscow     | Idaho      | 1974       | Vandals     | 1982         |
| Idaho State        | Pocatello  | Idaho      | 1978       | Bengals     | 1982         |
| Montana            | Missoula   | Montana    | 1979       | Grizzlies   | 1982         |
| Montana State      | Bozeman    | Montana    | 1974       | Bobcats     | 1982         |
| Northern Arizona   | Flagstaff  | Arizona    | 1974       | Lumberjacks | 1987         |
| Northern Colorado  | Greeley    | Colorado   | 1967       | Bears       | 2006         |
| Portland State     | Portland   | Oregon     | 1969       | Vikings     | 1996         |
| Weber State        | Ogden      | Utah       | 1974       | Wildcats    | 1982         |

### Ex membri
| College        | Ingresso | Uscita |
| -------------- | -------- | ------ |
| Boise State    | 1982     | 1995   |
| UN Reno        | 1987     | 1991   |
| CSU Northridge | 1996     | 2000   |
| North Dakota   | 2012     | 2017   |
| Southern Utah  | 2012     | 2022   |

## Arene
| Squadre            | Arene                 | Capacità |
| ------------------ | --------------------- | -------- |
| CSU Sacramento     | The Nest              | 1 012    |
| Eastern Washington | Reese Court           | 5 000    |
| Idaho              | Memorial Gym          | 1 500    |
| Idaho State        | Reed Gym              | 3 040    |
| Montana            | Dahlberg Arena        | 7 322    |
| Montana State      | Shroyer Gym           | 1 500    |
| Northern Arizona   | Rolle Activity Center | 1 210    |
| Northern Colorado  | Bank of Colorado      | 2 950    |
| Portland State     | Viking Pavilion       | 9 094    |
| Weber State        | Swenson Gym           | 1 000    |

## Albo d'oro
| Dal 1982 al 1987 la competizione è denominata Mountain West Athletic Conference |                    |                    |                    |
| 1982 Dettagli                                                                   | Portland State     | Montana            | Boise State        |
| 1983 Dettagli                                                                   | Portland State     | Montana State      | Montana            |
| 1984 Dettagli                                                                   | Portland State     | Idaho              | Montana State      |
| 1985 Dettagli                                                                   | Portland State     | Montana            | Idaho State        |
| 1986 Dettagli                                                                   | Idaho State        | Montana            | Eastern Washington |
| 1987 Dettagli                                                                   | Idaho State        | Montana            | Weber State        |
| Dal 1988 la competizione è denominata Big Sky Conference                        |                    |                    |                    |
| 1988 Dettagli                                                                   | Weber State        | Boise State        | -                  |
| 1989 Dettagli                                                                   | Eastern Washington | Boise State        | -                  |
| 1990 Dettagli                                                                   | Idaho State        | Montana            | -                  |
| 1991 Dettagli                                                                   | Montana            | Boise State        | -                  |
| 1992 Dettagli                                                                   | Idaho              | Montana            | -                  |
| 1993 Dettagli                                                                   | Idaho              | Montana            | -                  |
| 1994 Dettagli                                                                   | Idaho              | Montana            | -                  |
| 1995 Dettagli                                                                   | Idaho              | Idaho State        | -                  |
| 1996 Dettagli                                                                   | CSU Northridge     | CSU Sacramento     | -                  |
| 1997 Dettagli                                                                   | CSU Sacramento     | Northern Arizona   | -                  |
| 1998 Dettagli                                                                   | CSU Sacramento     | Eastern Washington | -                  |
| 1999 Dettagli                                                                   | Northern Arizona   | CSU Northridge     | -                  |
| 2000 Dettagli                                                                   | CSU Sacramento     | Eastern Washington | -                  |
| 2001 Dettagli                                                                   | Eastern Washington | CSU Sacramento     | -                  |
| 2002 Dettagli                                                                   | CSU Sacramento     | Eastern Washington | -                  |
| 2003 Dettagli                                                                   | CSU Sacramento     | Eastern Washington | -                  |
| 2004 Dettagli                                                                   | CSU Sacramento     | Eastern Washington | -                  |
| 2005 Dettagli                                                                   | CSU Sacramento     | Eastern Washington | -                  |
| 2006 Dettagli                                                                   | CSU Sacramento     | Eastern Washington | -                  |
| 2007 Dettagli                                                                   | CSU Sacramento     | Portland State     | -                  |
| 2008 Dettagli                                                                   | Portland State     | Eastern Washington | -                  |
| 2009 Dettagli                                                                   | Northern Colorado  | Portland State     | -                  |
| 2010 Dettagli                                                                   | Portland State     | Northern Colorado  | -                  |
| 2011 Dettagli                                                                   | Northern Colorado  | Portland State     | -                  |
| 2012 Dettagli                                                                   | Northern Colorado  | Idaho State        | -                  |
| 2013 Dettagli                                                                   | Idaho State        | Portland State     | -                  |
| 2014 Dettagli                                                                   | Northern Colorado  | Idaho State        | -                  |
| 2015 Dettagli                                                                   | Northern Arizona   | Idaho State        | -                  |
| 2016 Dettagli                                                                   | North Dakota       | Northern Arizona   | -                  |
| 2017 Dettagli                                                                   | North Dakota       | CSU Sacramento     | -                  |
| 2018 Dettagli                                                                   | Northern Arizona   | Idaho              | -                  |
| 2019 Dettagli                                                                   | Northern Colorado  | Weber State        | -                  |
| 2020 Dettagli                                                                   | Weber State        | Northern Colorado  | -                  |
| 2021 Dettagli                                                                   | Northern Colorado  | Weber State        | -                  |
| 2022 Dettagli                                                                   | Northern Colorado  | Portland State     | -                  |
| 2023 Dettagli                                                                   | Weber State        | Montana State      | -                  |
| 2024 Dettagli                                                                   | CSU Sacramento     | Northern Colorado  | -                  |

## Palmarès
| Squadre            | Titoli | Stagioni                                                   |
| ------------------ | ------ | ---------------------------------------------------------- |
| CSU Sacramento     | 10     | 1997, 1998, 2000, 2002, 2003, 2004, 2005, 2006, 2007, 2024 |
| Northern Colorado  | 7      | 2009, 2011, 2012, 2014, 2019, 2021, 2022                   |
| Portland State     | 6      | 1982, 1983, 1984, 1985, 2008, 2010                         |
| Idaho State        | 4      | 1986, 1987, 1990, 2013                                     |
| Idaho              | 4      | 1992, 1993, 1994, 1995                                     |
| Northern Arizona   | 3      | 1999, 2015, 2018                                           |
| Weber State        | 3      | 1988, 2020, 2023                                           |
| Eastern Washington | 2      | 1989, 2001                                                 |
| North Dakota       | 2      | 2016, 2017                                                 |
| Montana            | 1      | 1991                                                       |
| CSU Northridge     | 1      | 1996                                                       |